# Winfried Baumann (Offizier)
Winfried Baumann (* 17. Mai 1930 in Scharley als Winfried Zakrzowski; † 18. Juli 1980 in Leipzig) war ein deutscher Fregattenkapitän. In seiner letzten militärischen Verwendung war er Abteilungsleiter der Militärischen Aufklärung der Nationalen Volksarmee der Deutschen Demokratischen Republik, bevor er im Jahr 1970 wegen Alkoholismus entlassen wurde.
Baumann arbeitete ab etwa 1977 für den Bundesnachrichtendienst. Die Nachrichten übermittelte er gemeinsam mit seiner Lebensgefährtin, die über ihre Verwandten in der Bundesrepublik den Kontakt zum Bundesnachrichtendienst vermittelt hatte, mittels Briefen an Deckadressen des Bundesnachrichtendienstes, dieser führte den Vorgang unter dem Titel „Der rote Admiral“. Nachdem Baumann an den BND die Namen von drei durch die militärische Aufklärung geführten Agenten übermittelt hatte, schlug wegen des Alkoholismus Baumanns ein erster zu Ostern 1979 durch den BND vorbereiteter Versuch der Ausschleusung Baumanns, seiner Freundin und deren zwei Kinder fehl. Baumann hatte sich, bedingt durch seine Alkoholabhängigkeit, nicht rechtzeitig die zur Reise nach Ungarn notwendigen Reiseunterlagen beschafft. Nachdem Baumann gegenüber dem BND vier weitere Agenten nannte, wurde ein zweiter Versuch der Ausschleusung für den Sommer 1979 über Warschau vorbereitet.
Alle Briefe an den BND wurden ausschließlich stets in denselben Briefkasten eingeworfen. Daraufhin wurde seine Lebensgefährtin durch die intensive Überwachung des Postverkehrs seitens des Ministeriums für Staatssicherheit als „Absenderin“ identifiziert und im Juni 1979 in ihrer Wohnung verhaftet, kurz danach auch Baumann selbst, der gerade von einer Kneipentour heimkehrte. Dem MfS gelang es, die Verhaftungen gegenüber dem BND geheim zu halten, so dass bei dem Versuch der zweiten Schleusung der BND-Kurier, der als Doppelagent auch für das MfS tätig war, in Warschau festgenommen wurde. Am 9. Juli 1980 wurde Baumann zum Tode verurteilt; am 18. Juli 1980 wurde er in die Vollzugsanstalt Leipzig (Alfred-Kästner-Straße) überführt. In deren zur „Zentralen Hinrichtungsstätte“ umgebauten Hausmeisterwohnung wurde das Urteil von Henker Hermann Lorenz unmittelbar nach Baumanns Eintreffen durch unerwarteten Kopfschuss vollstreckt. Die Leiche wurde anschließend in das Krematorium auf dem Leipziger Südfriedhof gebracht und dort eingeäschert, die Asche wurde anonym auf dem Friedhofsareal begraben. Baumann war der vorletzte Mensch, der auf deutschem Boden hingerichtet wurde.
Baumanns Lebensgefährtin, die sich aktiv an der Übermittlung der Nachrichten und den Fluchtvorbereitungen beteiligt hatte, erhielt 15 Jahre Freiheitsstrafe und wurde am 12. August 1987 im Vorfeld des Besuchs Honeckers in der Bundesrepublik gegen Manfred Rotsch, der bei Messerschmitt-Bölkow-Blohm für den KGB spioniert hatte, ausgetauscht.
Der BND-Kurier erhielt eine lebenslange Freiheitsstrafe, wurde aber bereits im Mai 1982 gegen einen Major des KGB ausgetauscht, der in Südafrika verhaftet worden war.